# Isoklippi
Isoklippi är en ö i Finland. Den ligger i Bottenviken och i kommunen Kalajoki i den ekonomiska regionen  Ylivieska ekonomiska region i landskapet Norra Österbotten, i den nordvästra delen av landet. Ön ligger omkring 100 kilometer sydväst om Uleåborg och omkring 470 kilometer norr om Helsingfors. 
Öns area är 0,7 hektar och dess största längd är 140 meter i sydöst-nordvästlig riktning. I omgivningarna runt Isoklippi växer i huvudsak blandskog. Runt Isoklippi är det glesbefolkat, med 13 invånare per kvadratkilometer. Närmaste större samhälle är Kalajoki, 10,9 km söder om Isoklippi.